# Richard Shores
Richard Shores (Rockville, 9 maggio 1917 – Encino, 12 aprile 2001) è stato un compositore e direttore d'orchestra statunitense.
Ha composto musiche per film e serie televisive, tra cui: Sfida oltre il fiume rosso, Perry Mason, Sulle strade della California e Agenzia U.N.C.L.E..

## Filmografia parziale

### Cinema
- Finestre sul peccato (Look in Any Window), regia di William Alland (1961)
- Tomboy and the Champ, regia di Francis D. Lyon (1961)
- Sfida oltre il fiume rosso (The Last Challenge), regia di Richard Thorpe (1967)
- Le spie vengono dal cielo (The Helicopter Spies), regia di Boris Sagal (1968)
- How to Steal the World, regia di Sutton Roley (1968)
- The Captive: The Longest Drive 2, regia di Bernard McEveety (1976)

### Televisione
- Richard Diamond (Richard Diamond, Private Detective) - serie TV, 15 episodi (1959-1960)
- Carovane verso il West (Wagon Train) - serie TV, 12 episodi (1960-1963)
- Whispering Smith - serie TV, 22 episodi (1961)
- Tales of Wells Fargo - serie TV, 17 episodi (1961)
- Laramie - serie TV, 4 episodi (1961-1962)
- Perry Mason - serie TV, 57 episodi (1964-1966)
- Gunsmoke - serie TV, 9 episodi (1964-1972)
- Ai confini della realtà (The Twilight Zone) - serie TV, 1 episodio (1964)
- Codice Gerico (Jericho) - serie TV, 10 episodi (1966-1967)
- Agenzia U.N.C.L.E. (The Girl from U.N.C.L.E.) - serie TV, 24 episodi (1966-1967)
- Selvaggio west (The Wild Wild West) - serie TV, 15 episodi (1966-1969)
- Organizzazione U.N.C.L.E. (The Man from U.N.C.L.E.) - serie TV, 14 episodi (1967-1968)
- Medical Center - serie TV, 5 episodi (1969-1973)
- Hawaii Squadra Cinque Zero (Hawaii Five-O) - serie TV, 23 episodi (1969-1974)
- Anna ed io (Anna and the King) - serie TV, 4 episodi (1972)
- Disneyland - serie TV, 4 episodi (1973-1976)
- Sulle strade della California (Police Story) - serie TV, 24 episodi (1973-1979)
- Nata libera (Born Free) - serie TV, 8 episodi (1974)
- Pepper Anderson - Agente speciale (Police Woman) - serie TV, 20 episodi (1974-1976)